# Weekend (FeestDJRuud & Dirtcaps)
Weekend is een single van de Nederlandse dj's FeestDJRuud en Dirtcaps in samenwerking met rappers Kraantje Pappie en Sjaak uit 2013. 

## Achtergrond
Weekend is geschreven door Mehdi Chafi, Alex van der Zouwen, Max Oude Weernink, Ruud Geurts, Tim Haakmeester en Danny Groenenboom en geproduceerd door FeestDJRuud en Dirtcaps. Het is een nederhoplied dat gaat over feesten in het weekend. Het lied werd uitgebracht samen met een mixtape van FeestDJRuud getiteld De Knaltape. De B-kant van de single is een instrumentale versie van het lied. De single heeft in Nederland de gouden status.

## Hitnoteringen
De artiesten hadden bescheiden succes met het lied in de Nederlandse hitlijsten. Het stond een week in de Single Top 100 en stond in deze week op de 69e plaats. Het had geen notering in de Top 40, maar kwam tot de elfde plaats van de Tipparade.